# Гевленко, Олег Юрьевич
Олег Юрьевич Гевленко (23 августа 1967) — советский и киргизский футболист, игрок в мини-футбол, тренер. Мастер спорта Кыргызстана (2004), заслуженный тренер Кыргызстана.

## Биография
Воспитанник футбольного класса школы № 10 (Фрунзе), позднее окончил Киргизскую государственную академию физкультуры и спорта (КГАФКиС). До 24-летнего возраста выступал только в соревнованиях КФК. В профессиональном футболе дебютировал в последнем сезоне первенства СССР во второй низшей лиге в составе клуба «Достук» (Сокулук), сыграв только один матч.
В 1993—1995 годах играл в высшей лиге Кыргызстана за «Спартак»/«Ак-Марал» (Токмак), становился серебряным (1993) и бронзовым (1994) призёром чемпионата, обладателем Кубка Кыргызстана (1994). В 1996 году выступал за «АиК» (Бишкек), с которым стал серебряным призёром чемпионата и обладателем Кубка. Также играл в высшей лиге за «КВТ-Динамо» (Кара-Балта). Всего в высшем дивизионе Кыргызстана провёл 88 матчей и забил 25 голов.
В 2000 году, выступая за бишкекский «Эколог», стал лучшим бомбардиром северной зоны первой лиги (29 голов).
Выступал в соревнованиях ветеранов. В 2012 году признан лучшим игроком ветеранского чемпионата Кыргызстана.
Помимо большого футбола, много лет выступал в мини-футболе (футзале) за киргизские клубы «Ашар», «Кани» (играющий тренер), «Орто-Азия», «Аманбанк», АУБ и другие. Восьмикратный чемпион страны в этом виде спорта.
По состоянию на 2018 год, работал главным тренером мини-футбольного клуба «Мурас». По состоянию на 2019 год — главный тренер женской сборной Кыргызстана по мини-футболу.